# Rabbit Junk
Rabbit Junk es una banda de Digital hardcore basada en Seattle, que se formó en 2004 por el exvocalista de The Shizit JP Anderson. Tomando influencias de diversos géneros musicales como el Hip Hop , Nu Metal y New Wave, JP ha nombrado a su sonido como "Hardclash".

## Historia
Rabbit Junk comenzó en 2004 después de la disolución de la primera banda de JP Anderson , The Shizit como un proyecto musical. Después de añadir a la vocalista adicional, Jeniffer "Suma Grrl" Bernett a la banda, el dúo electro-rock marido y esposa lanzó su álbum debut homónimo titulado Rabbit Junk en 2004. Un año más tarde, la banda firmó con Glitch Mode Records y lanzó su álbum debut llamado "Reframe", el cual generó que la agrupación tuviera una base de fanes más fuerte y más amplia . Ellos mostraron un sonido más pesado y varias influencias de diferentes estilos , tales como Black Metal, Metalcore, Industrial y EBM. El video de la canción "In Your Head No One Can Hear Your Scream" fue producido por la empresa de diseño Kandycore. El proyecto se convirtió en más adelante una banda en vivo, como JP añadió guitarristas vivos y percusión para shows en vivo. Después de reencuadrar fue puesto en libertad, Rabbit Junk contribuyó la canción "Industrial is Dead" al disco compilatorio "Glitch Mode: Hordes of the Elite". Más tarde, una versión de Atari Teenage Riot " Start The Riot" apareció en los registros D- Trash Atari Teenage Riot álbum tributo llamado "The Virus Has Been Spread" .

## 2007 y en adelante
En octubre de 2007, los dos primeros álbumes fueron remasterizados por Tom Baker (quien ha trabajado con Marilyn Manson, Nine Inch Nails y The Bloodhound Gang), cuando la banda firmó en el sello discográfico conocido como Full Effect. La banda lanzó disco conceptual titulado "This Life Is Where You Get Fucked" el 28 de abril de 2008, este es un álbum conceptual, que consiste en tres suites: "The Struggle", "Ghetto Blasphemer" y "This Death Is Where You Get Life". Cada uno tiene sus propias portadas con en relación con la faceta de cada parte del álbum y son las tres piezas separadas que forman el álbum "This Life Is Where You Get Fucked" en toda su presentación. 
En septiembre de 2008, Rabbit Junk lanzó 3 nuevas canciones en su página oficial de MySpace para su descarga, tituladas "Power", "Blood" y "Home" las cuales fueron incluidas en la primera suite del álbum "Project Nonagon".
"This Life Is Where You Get Fucked" fue seguido por una secuela de este mismo titulada "Project Nonagon" la cual fue lanzada el 9 de noviembre de 2010, al igual que su antecesor este álbum está dividido en tres suites: "The Struggle II", "Ghetto Blasphemer II", el cual está basado en los diversos trabajos de HP Lovecraft y "This Death Is Where You Get Life II"
Rabbit Junk no ha sacado ningún disco desde "Project Nonagon", solo han lanzado seis singles (dos en 2011, tres en 2012 y uno en 2013) y un EP (en 2014).
A finales de 2020 y después de siete años de inactividad Rabbit Junk, lanza el sencillo "The Bends"  los incondicionales del metal industrial / hardcore digital  confirmaron la fecha de lanzamiento para su nuevo trabajo de estudio "Xenospheres" , su último larga duración y seguimiento del álbum de  2018 Rabbit Junk Will Die: Meditations on Mortality. El nuevo álbum fue lanzado el 23 de octubre a través de Glitch Mode Recordings.

## Discografía

### álbumes de estudio
- Rabbit Junk (2004)
- Reframe (2006)
- This Life Is Where You Get Fucked (2008)
- Project Nonagon (2010)
- Rabbit Junk Will Die: Meditations On Mortality (2018)
- Modified Mortality (2018)
- Xenospheres (2020)

### EPs
- Hare Brained: The Remixes (Unofficial release) (2005)
- Project Nonagon: The Struggle II (2008)
- Drek Kick: Cyanotic vs Rabbit Junk (2009)
- Project Nonagon: Ghetto Blasphemer II – From the Stars (2009)
- Pop That Pretty Thirty (2014)
- Invasion (2015)
- Beast (2015)
- Like The Flesh Does The Knife - The Remixes (2017)
- Reveal (2019)

### Sencillos
- Industrial is Dead (2006)
- Start the Riot (2007)
- What Doesn't Kill You Will Make You A Killer (2011)
- Lucid Summations (2011)
- Bubble (2012)
- Boy With the Sun in His Eyes (2012)
- Own Up (2012)
- Break Shins to This (2013)
- From the Ashes (2013)
- T Minus Everything (2018)
- Zero (2019)
- We Saw the End (2019)
- Bits and Razors (2020)
- Prismatic (2020)
- Reckoning (2021)
- Industrial is Dead (Remastered) (2021)
- Attendance (2021)
- Denature (2021)

- Datos: Q127242
- Multimedia: Rabbit Junk / Q127242